# 福星桥 (桐乡)
福星桥，是中国浙江省嘉兴市桐乡市乌镇镇的一座古桥，位于东苑社区东大街东端，建于清代。已列为桐乡市文物保护单位。
2010年9月14日，乌镇福星桥公布为第五批桐乡市文物保护单位。